# Paracles tapina
Paracles tapina là một loài bướm đêm thuộc phân họ Arctiinae, họ Erebidae.